# Cliven Loubser
Pas d'image ? Cliquez ici

a Compétitions nationales et continentales officielles uniquement.

b Matchs officiels uniquement.
Dernière mise à jour le 16 juillet 2023.
Cliven Loubser, né le 24 février 1997 à Rehoboth (Namibie), est un joueur international namibien de rugby à XV jouant au poste de demi d'ouverture ou d'arrière avec le club américain de Anthem Rugby Carolina en Major League Rugby depuis 2024.

## Carrière

### En club
Cliven Loubser a suivi sa formation rugbystique en Afrique du Sud avec les équipes jeunes de la province des Eastern Province Kings entre 2016, puis les Natal Sharks en 2017 et enfin les Blue Bulls en 2018,. Il joue également en Varsity Cup (en) (championnat universitaire sud-africain) avec les UP Tuks (club de l'université de Pretoria) en 2018.
Il commence sa carrière en 2019 avec le club amateur du Wanderers RC dans le championnat namibien, ainsi qu'avec la province des Namibia Welwitschias qui dispute le Rugby Challenge.
En février 2020, il rejoint en cours de saison le club anglais des Yorkshire Carnegie en Championship, où il retrouve son ancien sélectionneur Phil Davies, ainsi que ses compatriotes Darryl de la Harpe et Prince ǃGaoseb. Il ne dispute qu'une seule rencontre avec sa nouvelle équipe, avant de voir la saison être écourtée par la pandémie de Covid-19.
En 2021, il rejoint le club américain des Warriors de l'Utah en Major League Rugby. Il joue huit matchs lors de sa première année, et voit son contrat prolongé pour une saison supplémentaire,. Il prolonge ensuite pour une troisième saison de MLR en 2023.
Après trois saisons dans l'Utah, il rejoint la nouvelle franchise de Anthem Rugby Carolina pour la saison 2024 de la Major League Rugby.

### En équipe nationale
Cliven Loubser joue avec l'équipe de Namibie des moins de 20 ans en 2016 et 2017, où il participe au trophée mondial des moins de 20 ans.
Il obtient sa première cape internationale avec l'équipe de Namibie le 18 juin 2017 à l’occasion d’un match contre l'équipe de Russie à Montevideo,.
En 2019, il retenu pour disputer la Coupe du monde au Japon,. Il dispute deux matchs, contre l'Italie et l'Afrique du Sud.
En 2022, il participe à la qualification de son équipe pour la Coupe du monde 2023 en remportant la Coupe d'Afrique,.
Le 21 août 2023, il est nommé au sein du groupe namibien sélectionné par Allister Coetzee pour participer à la Coupe du monde en France. Il dispute trois matchs lors du mondial, tous en tant que titulaire.

## Palmarès

### En équipe nationale
- Vainqueur de la Coupe d'Afrique en 2017, 2018 et 2021-2022.

## Statistiques internationales
- 29 sélections avec la Namibie depuis 2017.
- 240 points (5 essais, 23 pénalités, 73 transformations)[2].

- Participation à la Coupe du monde en 2019 (2 matchs) et 2023 (3 matchs).